# 한국철도공사 210000호대 간선 전기 동차
한국철도공사 210000호대 간선 전기 동차(Trunkline Electric Car)는 퇴역하는 새마을호를 대체할 목적으로 도입된 간선 전기 동차이다. 2014년 5월 12일부터 ITX-새마을 등급으로 운행을 시작하였다. 현재 총 6량 23개 편성(138량)이 운행하고 있다.

## 도입 역사

### 1차 도입분 (01~23호기,2013년3월~2014년3월)
- 도입: 2013년 9월 25일(수) ~ 2014년 6월 12일(목)

기존의 노후화된 새마을형 디젤 액압 동차를 대체하기 위해 도입된 간선 전기 동차다. 2011년 7월 현대로템과 납품 계약을 체결하여 23편성이 제작되어 도입됐고, 완성된 첫 편성이 2013년 10월 15일 공개됐으며, 현재 한국철도공사가 소유한 23편성 모두 영업 운행에 투입됐다.

## 도입 단가
- 1편성 6량 110억 5118만 4480원 (2015년 통계기준)

## 성능
- 차량 구조는 ITX-청춘과 흡사한 구조로 간선 전기 동차의 범용성, 거주성, 쾌적함을 강조한다.
- 알루미늄 더블스킨 차체를 적용하였다.
- 선두부는 유선형 강철차제이며, 전공일체형 밀착식 연결기가 있다. 연결기 마개는 일반적인 탈착식이다.
- ITX-청춘과 동일한 유닛 구조를 체택하고 있으며 Tc-M'-M-T-M'-Tc 유닛으로 구성된 3M 3T의 6량 1편성으로 고압모선을 통해 집전 장치 2개로 유닛을 구동하는 구조이다.
- 대차는 ITX-청춘과 동일한 링크암 대차이다.
- KTX-산천, SRT, 누리로와 같이 두 개 편성을 한 개 편성으로 붙여 운행하는 방식의 중련 운행이 가능하나, 복합 열차로 운행하는 열차는 없다. 다만 위 열차들과 다르게 연결기 덮개는 수동이다.
- 공차중량은 1편성당 162톤이다.
- 문이 열릴때 수도권 전철과 같은 차임벨을 사용한다.

## 특이 사항
- 자유석이 일부 열차에 있다. 객실은 누리로, ITX-청춘을 답습한다.
- 넓은 시트 피치 등을 통해 새마을호를 계승하여 고급화를 꽤했다.
- 객실 양끝에서 3번째 열까지 스마트 기기 충전용 220V 콘센트가 창측에 설치되었다.
- 카페 객차는 없으며, 3~4호차에 자판기가 설치되어 있다.
- 장애인 편의 시설이 4호차에 설치되었으나, 현재는 3호차로 변경되었다.
- 좌석 수는 376석이다.

## 운용

### 편성
편성은 한국철도공사 368000호대 전동차 구조와 비슷하며, 선두부에 장비된 전공일체 자동병결장치를 통해 중련운행이 가능하다.
| 객차번호 | 설치된 전장품                         |
| -------- | ------------------------------------- |
| 21XX01   | Tc (SIV, 공기압축기, 축전지)          |
| 21XX52   | M' (팬터그래프, 주변압기, 주변환장치) |
| 21XX53   | M (주변환장치)                        |
| 21XX04   | T (무동력차)                          |
| 21XX55   | M' (팬터그래프, 주변압기, 주변환장치) |
| 21XX09   | Tc (SIV, 공기압축기, 축전지)          |

## 현황

### 1차분
| 차호    | 도입 시기 | 운행 중단 시기 | 비고                                          |
| ------- | --------- | -------------- | --------------------------------------------- |
| 01 호기 | 2013년    | 운행 중        |                                               |
| 02 호기 | 2013년    | 운행 중        |                                               |
| 03 호기 | 2013년    | 운행 중        |                                               |
| 04 호기 | 2013년    | 운행 중        |                                               |
| 05 호기 | 2014년    | 운행 중        | 경음기 고장으로 신저항경적이 대신 투입되었다. |
| 06 호기 | 2014년    | 운행 중        |                                               |
| 07 호기 | 2014년    | 운행 중        |                                               |
| 08 호기 | 2014년    | 운행 중        | 2019년 경적이 고장난 적이 있다.               |
| 09 호기 | 2014년    | 운행 중        |                                               |
| 10 호기 | 2014년    | 운행 중        |                                               |
| 11 호기 | 2014년    | 운행 중        | 코레일톡 객실내 미리보기 촬영차량             |
| 12 호기 | 2014년    | 운행 중        |                                               |
| 13 호기 | 2014년    | 운행 중        |                                               |
| 14 호기 | 2014년    | 운행 중        |                                               |
| 15 호기 | 2014년    | 운행 중        |                                               |
| 16 호기 | 2014년    | 운행 중        |                                               |
| 17 호기 | 2014년    | 운행 중        |                                               |
| 18 호기 | 2014년    | 운행 중        |                                               |
| 19 호기 | 2014년    | 운행 중        |                                               |
| 20 호기 | 2014년    | 운행 중        | 차량 상부에 검측장치가 설치되었다.            |
| 21 호기 | 2014년    | 운행 중        |                                               |
| 22 호기 | 2014년    | 운행 중        |                                               |
| 23 호기 | 2014년    | 운행 중        |                                               |

## 배속
23개 편성으로 운행되고, 전 차량 수색차량사업소에 배속되어 있다.
- 210101-210109~212301-212309편성 : 수색차량사업소, 6량

## 같이 보기
- 새마을호
- ITX-새마을
- 한국철도공사 200000호대 전동차